# Popiersie z brązu
Popiersie z brązu (tyt. oryg. I teti në bronx) – albański film fabularny z roku 1970 w reżyserii Viktora Gjiki, zrealizowany na podstawie powieści Dritero Agolliego – "Komisari Memo" (Komisarz Memo).

## Opis fabuły
W kolejną rocznicę śmierci komisarza Ibrahima Kovaçiego, który zginął w czasie wojny, sześciu jego byłych towarzyszy broni (Thoma, Arif, Alma, Andon, Rustem i Xhemal) uczestniczy w odsłonięciu popiersia komisarza w jego rodzinnej wsi. Każdy z nich przypomina sobie obrazki z życia komisarza i konfrontuje je z zachowaniami Salego Protopapy, przeciwnika Kovaçiego. Sali Protopapa był postacią autentyczną – dowódcą oddziału Balli Kombëtar, działającego w rejonie Roskovec.
Zdjęcia do filmu realizowano w Korczy.

## Obsada
- Mevlan Shanaj jako Ibrahim Kovaçi
- Vangjush Furxhi jako Arif
- Bexhet Nelku jako nauczyciel
- Yllka Mujo jako Alma
- Sandër Prosi jako dr Kristo Borova
- Piro Mani jako Sali Protopapa
- Petrika Riza jako Rustem
- Albert Verria jako Ali
- Jani Riza jako Guri Çobani
- Vangjel Grabocka jako Bamke Qylollari
- Koço Qëndro jako ballista
- Meropi Xhoja jako matka
- Ndoc Çefa jako rzeźbiarz Andon
- Robert Ndrenika jako Xhemal
- Krisanthi Kotmile jako Kristina
- Dhimitër Trajçe jako Mazllem
- Qerim Mata jako Lefter Lefteri
- Roland Piperi jako Hans Binkopi, oficer niemiecki
- Bujar Kapexhiu jako Spiro, narzeczony Almy
- Melpomeni Çobani jako xhaxhaica
- Thimi Filipi